# Альтлусгайм
Альтлусгайм (нім. Altlußheim) — громада в Німеччині, у землі Баден-Вюртемберг. Підпорядковується адміністративному округу Карлсруе. Входить до складу району Рейн-Неккар.
Площа — 15,96 км². Населення становить 6202 ос. (станом на 31 грудня 2020).